# 大竹勇
大竹 勇（おおたけ いさむ、1882年（明治15年）2月13日 - 1950年（昭和25年）2月25日）は、日本の裁判官、弁護士。台湾総督府官僚。

## 経歴
福島県大沼郡赤留村（赤沢村、会津高田町を経て、現在の会津美里町赤留）出身。1907年（明治42年）、東京帝国大学法科大学を卒業。司法官試補、新潟地方裁判所・新潟区裁判所検事、富山地方裁判所・富山区裁判所判事、名古屋区裁判所・名古屋地方裁判所判事を歴任。1916年（大正6年）、台湾総督府法院判官に転じ、台北地方法院判官、台中地方法院判官を務めた。1921年（大正10年）、台湾総督府税関監視官・税関事務官に転じ、台南州内務部長、台湾総督府税関長を経て、1929年（昭和4年）に澎湖庁長に就任した。
1931年（昭和6年）に退官後は台湾青果株式会社社長を務め、退任後は東京世田谷区で弁護士を開業した。